# Ralph Elmer Wilson
Ralph Elmer Wilson (14 d'abril de 1886 - 25 de març de 1960) fou un astrònom dels Estats Units, expert en la determinació de velocitats radials estel·lars.

## Biografia
Wilson es graduà al Carleton College i entrà a la Universitat de Virgínia el 1906, on es doctorà el 1910 amb una tesi basada en el seu treball a l'Observatori Leander McCormick, en què treballà amb Ormond Stone. Posteriorment passà a l'Observatori Dudley i el 1939 a l'Observatori de Mount Wilson. El 1929 esdevingué editor associat de l'Astronomical Journal. Fou escollit per a l'Acadèmia Nacional de Ciències dels Estats Units el 1950.
Publicà diversos articles sobre magnituds absolutes estel·lars, moviments propis i velocitats radials de diversos estels, juntament amb sistemes d'estrelles binàries i deduccions orbitals de binàries espectroscòpiques. Entre les seves publicacions hi ha el Catàleg general de velocitats radials estel·lars de 1953.

## Eponímia
El cràter Wilson a la Lluna duu el seu nom, honor compartit amb els científics que porten el mateix cognom Alexander Wilson (1714-1786) i Charles Wilson (1869-1959).